# 73199 Orlece
73199 Orlece este un asteroid din centura principală, descoperit pe 8 mai 2002, de W. Yeung.